# Vancouver-sziget
A Vancouver-sziget (angolul Vancouver Island) Kanada Brit Columbia tartományához tartozó sziget, amely a csendes-óceáni partvonal mentén fekszik. Itt található a tartomány adminisztratív központja, Victoria. Területe 31 285 km², ezzel Észak- és Dél-Amerika nyugati partvidékének legnagyobb és a világ 43. legnagyobb szigete. Nevét George Vancouver angol felfedezőről kapta. Vancouver városa nem a szigeten, hanem a Georgia-szoros túloldalán, a kontinensen fekszik.

## Története

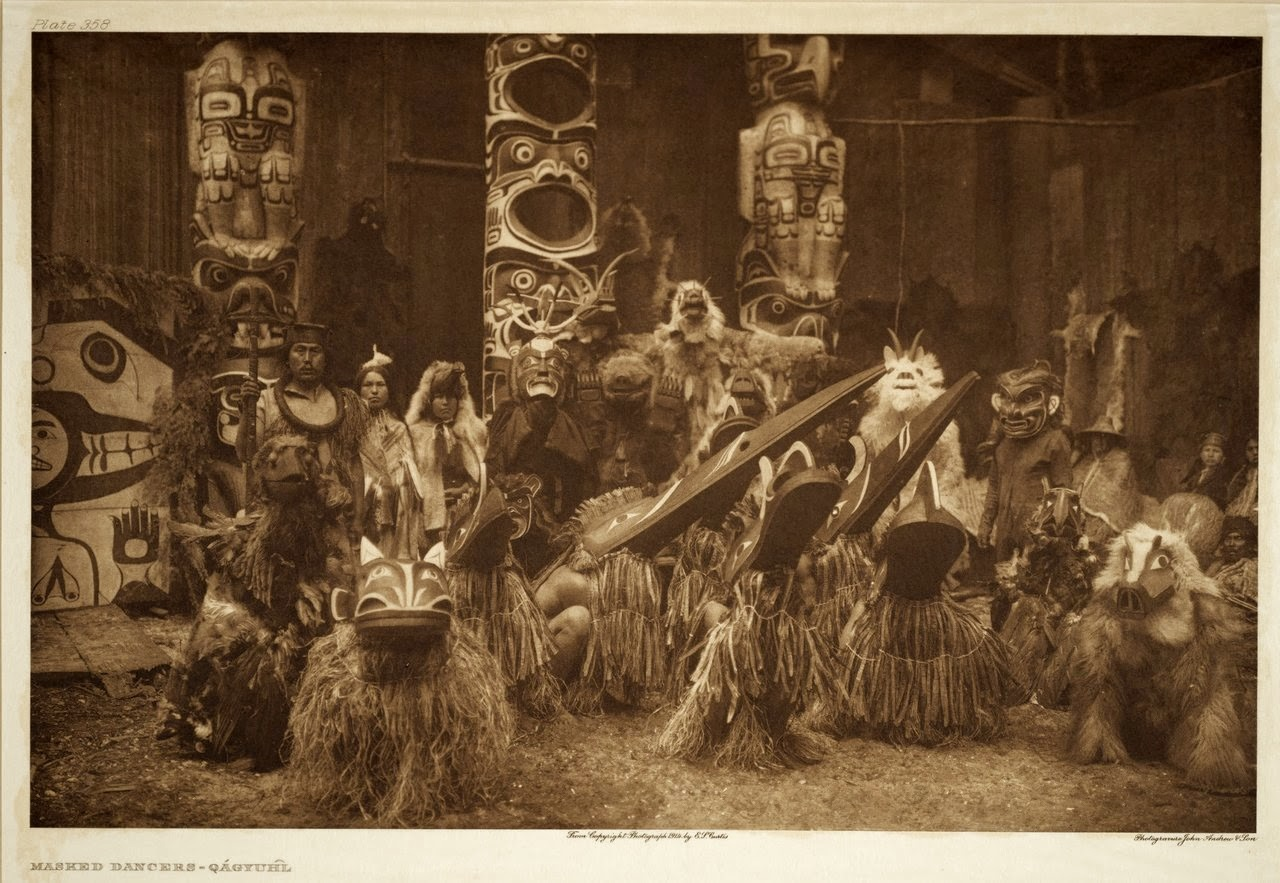
Kvakiutl maszkok

A sziget sok ezer év óta lakott. Az őslakos indiánok nyelvük alapján három csoportba oszthatók: északon és északnyugaton a kvakiutl, a nyugati partvidéken a nutka, délkeleten pedig a szalis törzsek élnek. Vancouveren és a kontinensen ma 17 törzsben mintegy 5500 kvakiutl (vagy ahogyan magukat nevezik, kwakwaka'wakw) él, de nyelvüket már csak 5%-uk, kevesebb mint 250 fő beszéli. A nutkák csak Vancouver nyugati partjain élnek, ma 14 törzsüket ismerik el, 8100 fővel. Létszámuk a történelmi időkben jóval magasabb volt, de az európaiak által behurcolt betegségek - főleg a fekete himlő - és az asszimiláció miatt, a többi indián néphez hasonlóan, erősen lecsökkent. A három közül a legnépesebb a szalis törzsszövetség, amely a sziget déli, délkeleti (a Georgia-szoros északi határáig) és belső területein telepedett le.
Az európaiak 1774-ben kezdték felderíteni a szigetet, amikor a spanyolok hírét vették, hogy az orosz prémvadászok egyre délebbre merészkednek Alaszkából. Az első expedíciót Juan José Pérez Hernández vezette Santiago nevű hajóján. A következő évben a perui Juan Francisco de la Bodega y Quadra derítette fel a partokat. 1778-ban James Cook a harmadik útján egy hónapot Vancouveren, a Nootka-öbölben töltött és a területet az angol korona birtokának nyilvánította. 1789-ben Esteban José Martínez az öböl bejáratánál erődöt emelt (az egyetlen spanyol települést a mai Kanada területén) és mivel mind Spanyolország, mind Nagy-Britannia bejelentette igényét a területre, kitört a háborúval fenyegető Nootka-válság. A válságot 1790-ben diplomáciai úton rendezték, és London George Vancouver kapitányt küldte, hogy ellenőrizze a spanyolok által lefoglalt prémkereskedő állomás és a briteknek ítélt területek átadását. A tárgyalásokat spanyol részről Juan Francisco de la Bodega y Quadra vezette, aki nem tudott semmilyen épületről és csak apró öbölnyi területet akart átadni. Quadra és Vancouver a tárgyalások megfeneklése ellenére összebarátkozott és elhatározták, hogy a szigetet (amelyről Vancouver térképező expedíciója bizonyította be, hogy különáll a szárazföldtől) Quadra és Vancouver-szigetnek nevezik el. Később a spanyol befolyás teljesen visszaszorult és a sziget neve is Vancouverre rövidült; 1824-ben a Hudson-öböl Társaság térképén már így szerepelt.

A Vancouver-sziget (nem hivatalos) zászlaja

A szigetet először a spanyol Dionisio Alcalá Galiano hajózta teljesen körbe 1792-ben.
1846-ban az oregoni szerződésben a 49° szélességi foknál húzták meg az Egyesült Államok és az észak-amerikai brit gyarmatok közötti határt. A Vancouver-sziget teljes egészében Nagy-Britanniához került, bár egy része túlnyúlik a meghatározott határvonalon. 1849-ben hivatalosan is megalapították a Vancouver-szigeti gyarmatot. Az első brit település a Hudson-öböl Társaság 1843-ban alapított prémkereskedő állomása, Fort Camosack volt, amelyet később Fort Victoriára neveztek át. Fort Victoria fontos ellátó bázis volt az 1858-as Fraser-kanyoni aranyláz idején és 1862-re Victoria néven már virágzó városkává vált. Itt volt a Vancouver-szigeti gyarmat adminisztratív központja és ezt a funkcióját azután is megtartotta, miután azt 1866-ban Brit Columbia néven összevonták a partvidéki brit territóriumokkal.

## Földrajza
A Vancouver-sziget Kanada csendes-óceáni partjánál fekszik, Brit Columbia tartomány délnyugati sarkában. A kontinens Kanadához tartozó részétől északon és északkeleten a Johnstone-szoros és a Queen Charlotte-szoros, délkeleten a Georgia-szoros, délen pedig (már az Egyesült Államoktól) a Juan de Fuca-szoros választja el. A sziget nyugati oldalán a Csendes-óceán, az északin a Queen Charlotte-öböl található. A Vancouver-sziget 460 km hosszú, 80 km széles, területe 32,134 km². Ez Kanada 11. legnagyobb és (a Montreal-sziget után) a második legnépesebb szigete.
Hosszának jelentős részén végighúzódik a Vancouver-szigeti hegység (Vancouver Island Ranges), melynek egy erősen tagolt, nedves éghajlatú nyugati és egy szárazabb, síkabb keleti félre osztja a szigetet. A hegység legmagasabb pontja a 2195 méteres Golden Hinde. A csúcs a 2500 km²-es Strathcona Tartományi Park (Strathcona Provincial Park) területén fekszik, itt találhatóak a sziget gleccserei is. Vancouveren számos tó (legnagyobb a Kennedy-tó) és folyó (leghosszabb a 118 km-es Nimpkish-folyó) is megtalálható.
A Vancouver-sziget többnyire olyan vulkanikus és üledékes kőzetekből épül fel, amelyek a mára már eltűnt Kula óceáni lemez peremén keletkeztek. Mintegy 55 millió éve a Kula-lemez egy része szubdukcióval az észak-amerikai lemez alá nyomult és egy vulkáni ív jött létre, melynek kőzetei aztán a tektonikus nyomás miatt nagy mértékben vetődve alkották a mai Vancouver-szigeti hegységet és a Queen Charlotte-hegységet. A Kula-lemez maradványai még mindig a sziget alatt találhatók, ami miatt Vancouver a csendes-óceáni Tűzgyűrű része és Kanada szeizmikusan egyik legaktívabb térsége. 1700-ban egy itteni kb. 9,0-es magnitúdójú földrengés pusztító szökőárat okozott Japánban. 1946-ban a szigeten észlelték Kanada történetének legerősebb, 7,3-as földrengését, 1946-ban.

## Éghajlat
Egész Kanadában Vancouveren a legenyhébb a klíma, januárban is többnyire 0 °C fölött marad a hőmérséklet és a nyár legmelegebb napjain gyakran eléri a 28-33 °C-ot. A hegyek árnyékoló hatása miatt jelentős különbségek vannak a csapadék mennyiségében: az óceán felőli nyugati oldalon az éves csapadék elérheti akár a 6650 mm-t, míg Victoria környékén az évi minimum alig 640 mm. A csapadék többsége ősszel és télen hullik; az alacsonyabban fekvő területeken még télen is inkább eső formájában, míg a hegyvidéken inkább a hó jellemző.

## Élővilág

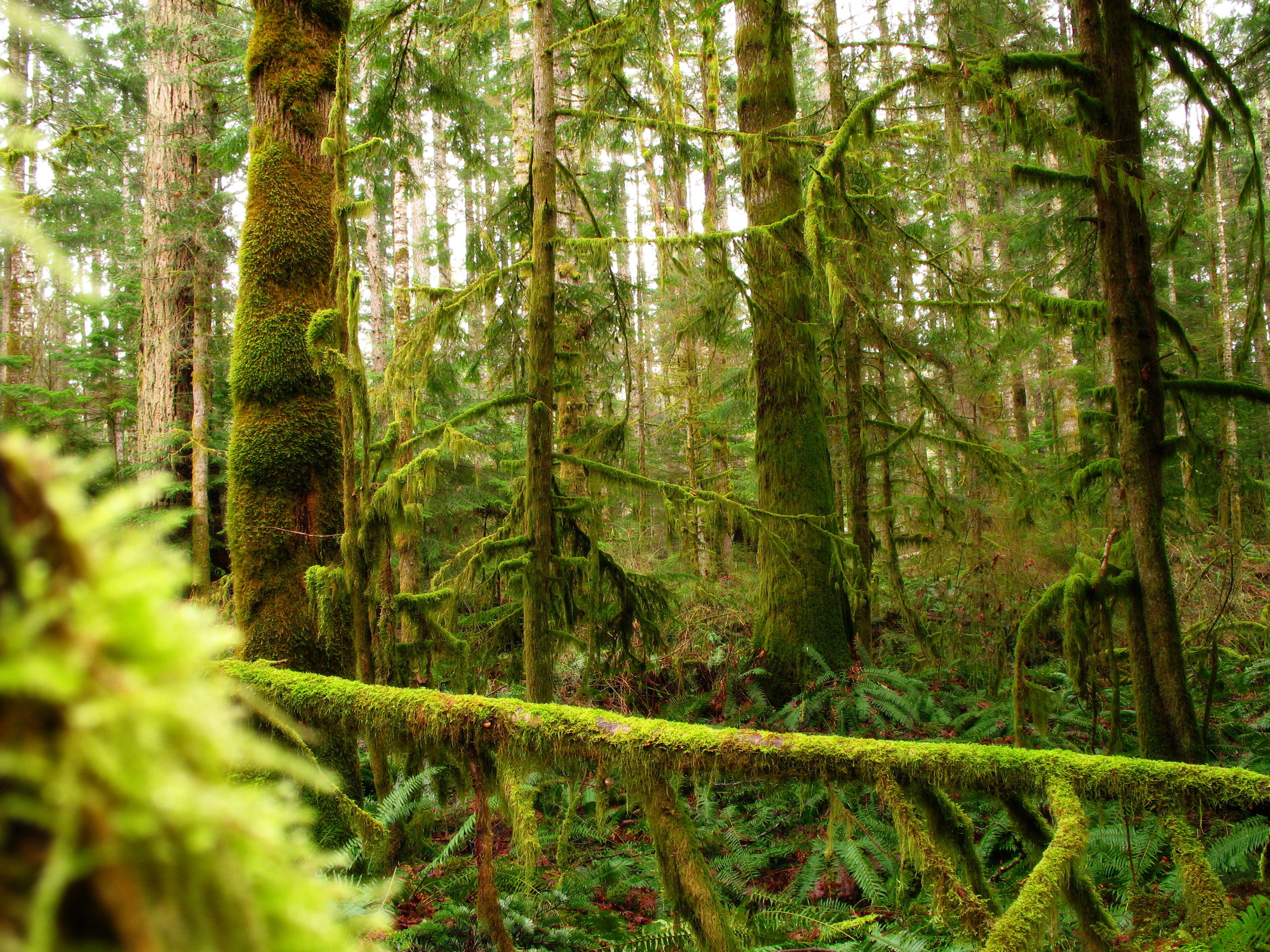
Vancouveri esőerdő

A szigetre a mérsékelt övi esőerdő jellemző. A szárazabb déli és keleti oldal erdeiben amerikai duglászfenyő, óriás tuja, oregoni tölgy (Quercus garryi), mahónia nő. Innen írta le először Archibald Menzies a duglászfenyőt, amelyek itt nőnek a legmagasabbra. Az északi, nyugati és középső régiókban magasra növő tűlevelű fák — hemlokfenyő, óriás tuja, szitka-jegenyefenyő, nyugati tuja, óriás jegenyefenyő (Abies grandis), szitka luc, nyugati selyemfenyő (Pinus monticola) - találhatóak.
Az állatvilág hasonló a kontinens partvidékén találhatóhoz, de van néhány jellegzetes különbség is. Vancouverről hiányoznak a grizzlyk, havasi kecskék, jávorszarvasok, szkunkok, prérifarkasok és több kisemlős. A nagyragadozók közül előfordul viszont a puma és a feketemedve. Vancouveren található Kanada egyik legnagyobb Roosevelt-vapiti populációja és két endemikus faj, a vancouveri mormota és a vancouver-szigeti farkas is él itt. A folyók, patakok és tavak gazdagok pisztrángban és lazacban.
A prémvadászok által majdnem kiirtott tengeri vidrákat 1911-ben védelem alá helyezték, ennek ellenére a vancouveri vidrapopuláció 1929-re kihalt. 1969-ben 89 vidrát telepítettek át Alaszkából és 2004-re létszámuk már meghaladta a háromezret.

## Közigazgatás

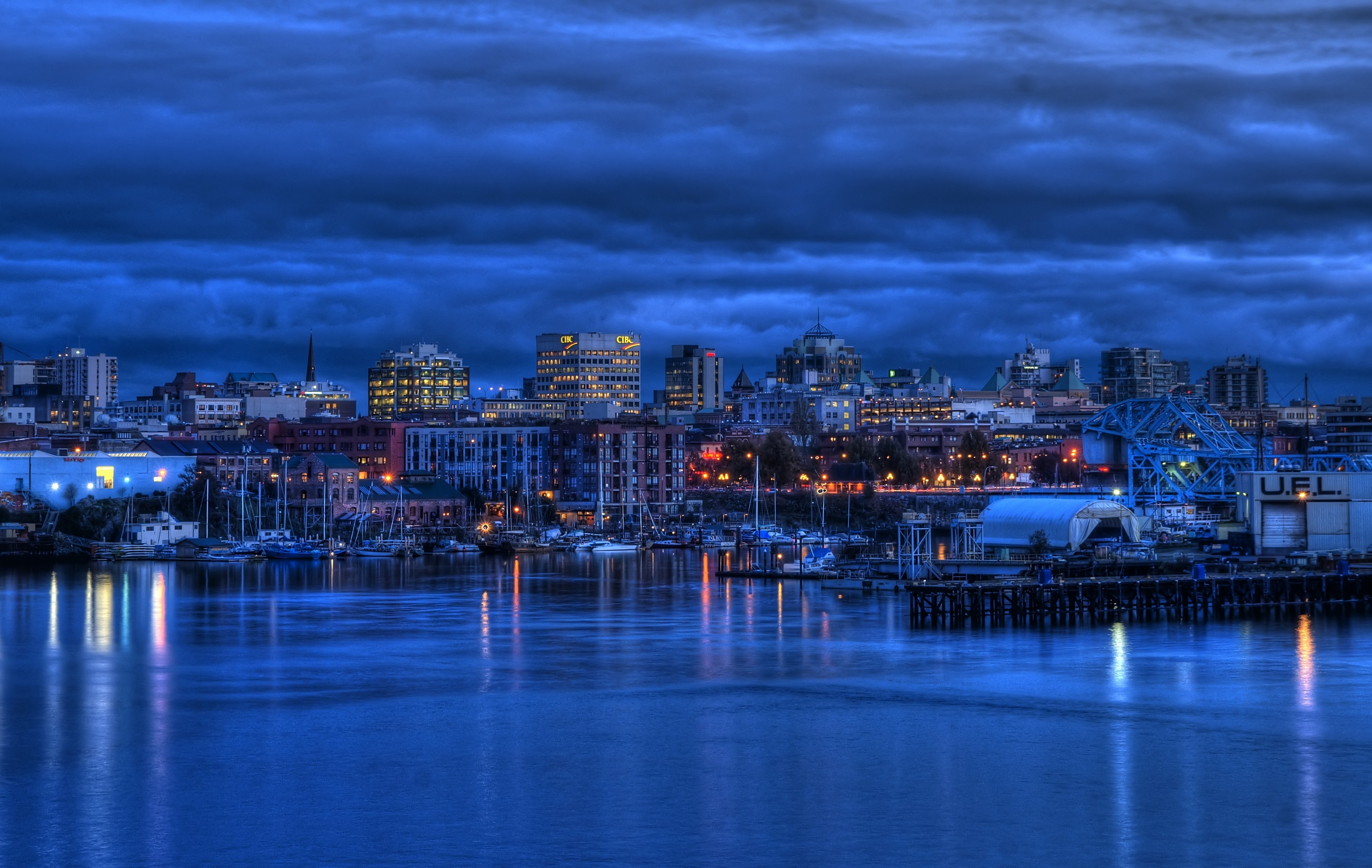
Victoria belvárosa

A Vancouver-sziget egyetlen városi körzete (census metropolitan area, 100 ezer lakos fölött) a Capital Regional District, itt található a tartomány fővárosa, Victoria is. A sziget többi része hat agglomerációs körzetre (census agglomeration area, 50-100 ezer lakos között) oszlik:
| Körzet                                | Népesség (2011) | Központ        |
| ------------------------------------- | --------------- | -------------- |
| Capital Regional District             | 359,991         | Victoria       |
| Greater Nanaimo                       | 98,021          | Nanaimo        |
| Comox Valley                          | 55,213          | Courtenay      |
| Cowichan Valley                       | 43,252          | Duncan         |
| Campbell River                        | 36,461          | Campbell River |
| Oceanside (Parksville-Qualicum Beach) | 27,822          | Parksville     |
| Alberni Valley                        | 25,465          | Port Alberni   |

## Gazdaság
Victoriában összpontosul a sziget iparának csúcstechnológiai és IT-szektora. A mintegy 800 cég éves bevétele megközelíti a kétmilliárd USA-dollárt. A fővároson kívül az ipart főleg a fakitermelés jelenti. Régebben a fatörzsek nagy részét helyben dolgozták fel, ma a faanyag többségét exportálják. Jellemző a halászat és a lazactenyésztés. A kormányzat támogatja a turizmus fejlesztését; ide tartozik a sporthorgászat, túrázás, bálnafigyelés, búvárkodás, szörfözés és vízisízés.
A legjelentősebb repülőtér a Victoria International Airport (YYJ), ezenkívül a CFB Comox és Nanaimo Airport fogad nagyobb polgári repülőgépeket és néhány kisebb repülőtér magán-, illetve kis méretű kereskedelmi gépeket.

## Fordítás
- Ez a szócikk részben vagy egészben  a   Vancouver Island című angol Wikipédia-szócikk ezen változatának fordításán alapul.  Az eredeti cikk szerkesztőit annak laptörténete sorolja fel. Ez a jelzés csupán a megfogalmazás eredetét és a szerzői jogokat jelzi, nem szolgál a cikkben szereplő információk forrásmegjelöléseként.